# Évaluation des écosystèmes pour le millénaire
Pour les articles homonymes, voir Millennium.
L'Évaluation des écosystèmes pour le millénaire (EM), en anglais Millennium Ecosystem Assessment (MEA), a pour objectif d'évaluer - sur des bases scientifiques - l’ampleur et les conséquences des modifications subies par les écosystèmes dont dépend notre survie et le bien-être humain. Ce rapport, à la demande des Nations unies, vise à hiérarchiser les actions à entreprendre pour restaurer et conserver notre environnement et pour son utilisation durable par l’Homme. Certains pays ont prolongé le travail en l'affinant à des échelles plus locales,.

## Origine
Ce rapport est commandé par le Secrétaire Général de l'ONU Kofi Annan en 2000, à l'occasion d'un rapport intitulé Nous, les peuples : le rôle des Nations Unies au XXIe siècle. Ce travail dure quatre ans. Entamé en 2001, il réunit les contributions de plus de 1 360 experts issus de près de 95 pays. 

## Catégories des services écosystémiques
Quatre catégories principales de services écosystémiques sont définies en 2005 par le rapport scientifique de consensus : les services d’approvisionnement, les services de régulation, les services de soutien et les services culturels.

## Conclusions
Ses conclusions sont organisées autour de quatre items : conditions et tendances, scénarios, réponses et évaluations aux échelles intermédiaires. 
Une synthèse générale cherche à répondre aux grandes questions. Et d’autres rapports de synthèse visent à répondre aux besoins pratiques de groupes particuliers d’usagers de l’Environnement dont le monde des affaires qui est invité à relever le défi du développement durable. 
Toutes les parties de l’évaluation ont été examinées préalablement par les gouvernements, par des scientifiques indépendants et divers experts afin de garantir la crédibilité de ses conclusions, sous le contrôle d’un Conseil d’administration de l’Évaluation associant des représentants d’organisations dépendant de l’ONU et des gouvernements, travaillant déjà dans le cadre de diverses  conventions internationales, ainsi que des représentants d’ONG, d’universités et du monde économique, ainsi que de représentants des populations autochtones.

## Messages-clé
Chacun dépend de la Nature et des services écologiques (fournis par les écosystèmes) pour accéder à une vie décente, sûre et en bonne santé.
L’Homme développe depuis quelques décennies des impacts sans précédent sur les écosystèmes, mettant en péril leur capacité à répondre aux demandes croissantes en nourritures, fibres, énergies et eau potable (ex : Au Moyen-Orient et en Afrique du Nord, on utilise 120 % des ressources renouvelables d’eau, c’est-à-dire 20 % de plus que le seuil de renouvelabilité. On utilise de 40 % à 50 % de toute l’eau douce qui s’écoule sur les terres accessibles à la majorité de la population). De 1950 à 1980, plus de terres ont été mises en culture que de 1700 à 1850 ; (24 % des terres émergées sont aujourd’hui cultivées). Depuis 1980, environ 35 % des mangroves ont été détruites ainsi que 20 % des récifs coralliens du monde, une autre tranche de 20 % restant directement menacée. La nature fournit d’inestimables services clés comme la purification de l’air et de l’eau, la protection contre les désastres, la stabilisation des climats (macro et micro-climats) et des molécules utiles à la médecine. Cette capacité décline.
Le rapport d’évaluation juge particulièrement graves : 
- l’effondrement ou la quasi-disparition de nombreux stocks de pêche (dont au moins un quart sont surexploités en mer, malgré les alertes répétées des scientifiques depuis 20 ans. Dans le monde, les tonnages pêchés ont culminé dans les années 1980 et déclinent aujourd’hui partout. Localement, le tonnage de poissons disponible est dix fois moindre qu’avant le début de la pêche industrielle. Les prises déclinent aussi en eau douce, alors que cette ressource était particulièrement importante pour les populations pauvres)  ;
- la vulnérabilité des 2 milliards d’humains vivant en zones arides face à la perte de services écologiques (notamment la fourniture d’eau potable et de sols fertiles) ;
- la menace croissante du changement climatique global,
- la pollution  par les engrais et l’érosion (Nous injectons aujourd’hui dans l’environnement plus d’azote biologiquement assimilable que tous les processus naturels combinés. Plus de la moitié des engrais azotés synthétiques (inventés en 1913) ont été utilisés dans le monde  entre 1985 et 2001, provoquant un doublement d’afflux d’azote dans les océans  depuis 1860 et presque un triplement de la teneur moyenne des sols en engrais phosphorés entre 1960 et 1990 dans le monde. Ce taux a  légèrement décliné depuis, mais le phosphore qui contient par ailleurs des impuretés radioactives et riche en cadmium toxique persistera des décennies dans les sols avant de se répandre plus avant dans l’eau et l’environnement. Contribuant à accroitre une eutrophisation déjà préoccupante, qui a conduit au développement de plancton toxique et de nombreuses zones mortes dans les océans..).

Les modèles en cours d'exploitation de la nature ont conduit la planète au bord d’une crise massive d’extinction des espèces, mettant notre bien-être encore plus en péril. À titre d’exemple, selon ce rapport « environ 12 % des oiseaux, 25 % des mammifères et au moins 32 % des amphibiens sont menacés d’extinction d’ici un siècle ». La disparition semble se faire à un rythme jamais vu depuis l’extinction des dinosaures, avec un taux d'extinction « probablement multiplié par plus de 1 000 à l’échelle globale par rapport au taux « naturel » observé au cours de l’histoire de la Terre». 
La perte croissante de services écologiques (services dispensés par les écosystèmes) est devenue un obstacle majeur à la réalisation des Objectifs du Millénaire pour le développement (réduction de la pauvreté, de la faim et de la maladie).
Faute d’un changement rapide et important de nos comportements, la pression sur les écosystèmes augmentera encore dans les décennies à venir, avec des dégâts probablement irréversibles. 
La conservation des ressources naturelles se fait mieux lorsqu’elle est confiée aux communautés locales, si celles-ci perçoivent une partie des bénéfices et qu’elles sont impliquées dans les décisions.
Le problème n’est pas technique ou lié au manque de connaissance scientifique, ni même monétaire (selon E. W. Wilson, 1 % du PIB mondial suffirait à acheter toutes les zones d’intérêt majeur pour la biodiversité). Les moyens de réduire considérablement l’impact humain sur les écosystèmes existent, mais ils ont peu de chances d’être mis en œuvre, tant que les services fournis par les écosystèmes seront considérés comme gratuits et illimités. 
Les actifs naturels seraient mieux protégés avec des efforts coordonnés et transversaux à travers tous les secteurs des gouvernements, des entreprises et des institutions internationales. La productivité écologique dépend maintenant  « de choix politiques portant notamment sur les investissements, les échanges commerciaux, les subventions, les taxes et la réglementation ».
Le rapport alerte aussi sur les problèmes écologiques et les coûts induits par des espèces introduites devenues invasives.

## En France
La France est restée relativement en marge de l'évaluation mondiale, mais a étudié en 2009 la possibilité de décliner ce travail plus finement à l'échelle de son territoire, via un rapport « Étude exploratoire pour une évaluation des services rendus par les écosystèmes en France: Application du Millenium ecosystem assessment à la France »  qui a été publié en septembre 2009. Elle était annoncée par un autre rapport de 2008 sur l’évaluation du coût des impacts du changement climatique et de l'adaptation en France.